# Horké vtoky

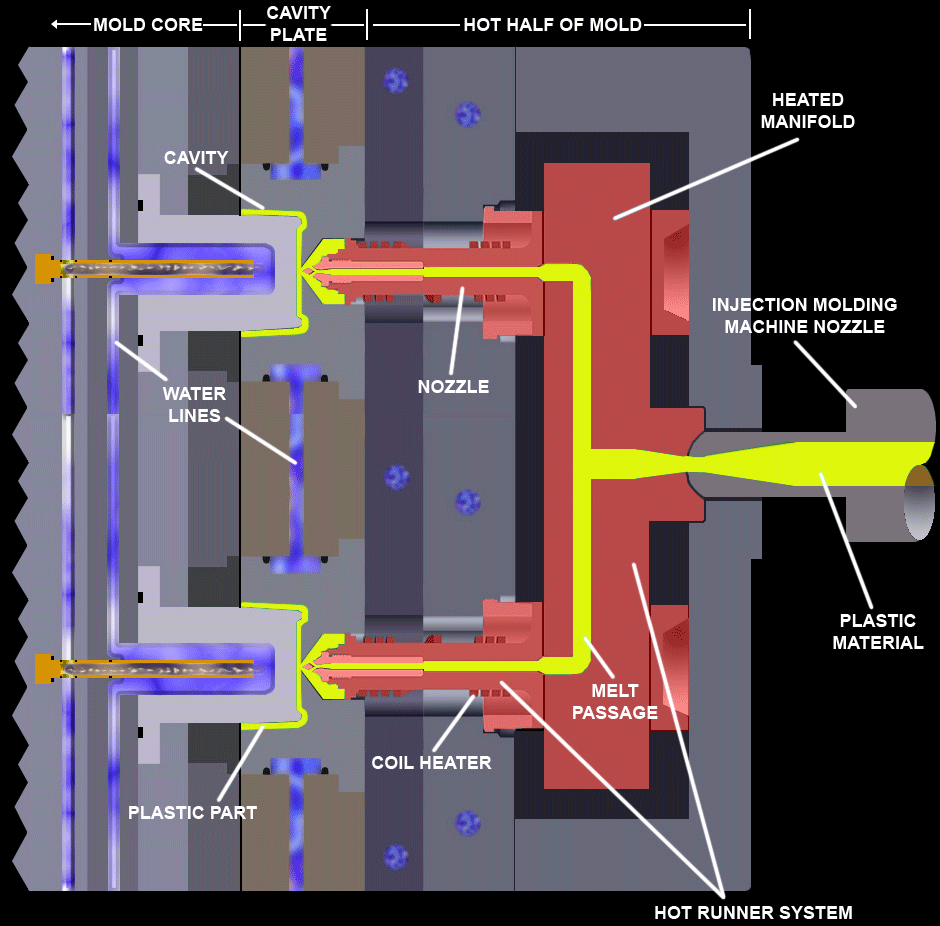
Vstřikování

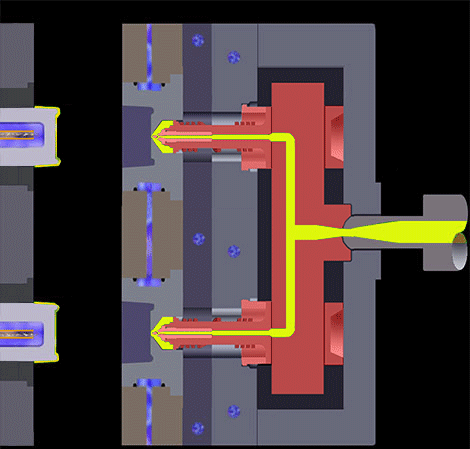
Otevření formy

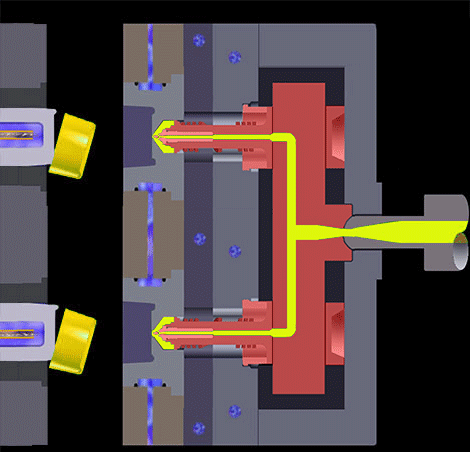
Vyhození výlisku

Systém horkých vtoků je soustavou vyhřívaných součástek, která se využívá při výrobě plastů ve vstřikovacích formách. Tento systém vstřikuje roztavenou plastovou hmotu do dutin formy (dutiny jsou součástí formy, která má stejný tvar jako výsledný výlisek).
Systém studených vtoků má oproti němu podobu pouhého kanálu vytvořeného mezi polovinami formy, jehož účelem je vést plastickou hmotu z trysek vstřikovacího lisu do dutin. Při každém otevření formy dochází k vyhození nově vytvořeného výlisku i materiálu, který ve vtokovém systému zůstal (odpad). Systém horkých vtoků se obvykle skládá z vyhřívané rozváděcí desky a několika vyhřívaných trysek. Základním úkolem rozváděcí desky je rozvádět plastickou hmotu ve formě do různých trysek, které ji pak přesně dávkují do bodů vstřikování v dutinách.
První systémy horkých vtoků byly vyvinuty na začátku šedesátých let, kdy byly i sporadicky využívány, avšak většinou se špatnými výsledky. Oblibu si získaly v osmdesátých a devadesátých letech, kdy se díky technickému pokroku zvýšila jejich spolehlivost a kdy se kvůli zvýšení cen plastických hmot staly vhodnějšími a cenově výhodnějšími. Systémy horkých vtoků jsou značně složité, protože je v nich nutné udržovat rovnoměrnou teplotu plastické hmoty a zároveň ochlazovat zbylou část vstřikovací formy, aby výlisek rychle ztuhl. Proto obvykle sestávají ze součástek vyráběných specializovanými firmami. Existují dva hlavní typy systémů horkých vtoků – s vnitřním a vnějším vyhříváním. V systémech s vnějším vyhříváním proudí tavenina v pevné rozváděcí desce a tryskách. V systémech s vnitřním vyhříváním (nyní již zastaralých) protéká tavenina přímo přes malé ohřívače umístěné ve vtokovém systému větších rozměrů. Okraje proudu taveniny v tomto případě ztuhnou, takže hmota protéká pouze v blízkosti vnitřních ohřívačů (tzv. torpéd). Řídicí jednotka systému horkých vtoků je vlastně regulátorem teploty, který řídí teplotu v systému, což umožňuje výrobu co nejpevnějších výlisků.
Formy pro horké vtoky jsou obvykle dražší na výrobu i údržbu, ale úspornější v tom, že snižují množství odpadu a trvání vstřikovacího cyklu (není potřeba čekat, až běžné vtoky vychladnou).